# Чапля неотропічна
Чапля неотропічна (Pilherodius pileatus) — вид пеліканоподібних птахів родини чаплевих (Ardeidae).

## Поширення
Вид поширений майже винятково в амазонських тропічних лісах. Він спостерігається у Болівії, Бразилії, Колумбії, Еквадорі, Французькій Гвіані, Панамі, Парагваї, Перу, Суринамі та Венесуелі.

## Опис
Птах завдовжки 51-59 см, довжина крила — 26-28 см. Вага дорослого птаха 440—630 г. Від інших чаплевих відрізняється синім забарвленням дзьоба та лиця і чорною головою, з якої стирчить три-чотири довгі білі пір'їни. Черево, груди, шия білого або кремового забарвлення. Крила та спина — сірі.